# 왕감 (청나라)
왕감(王鑒, 1598년 ~ 1677년)은 명나라와 청나라 시대에 활동한 산수화가이다.
왕감은 장쑤성 타이창에서 태어났다. 그의 자는 현희 (玄照)이고, 호는 상벽(湘碧)과 염량암주 (染香庵主)이다. 그의 명확한 색채 스타일은 동원의 영향을 받은 것이다. 청 초기에 화단의 화풍을 정립한 사왕오운의 한명이다.

## 참고 문헌
- Ci 辞海编辑委员会 bian ji wei yuan hui (辞海编辑委员会). 辞海 (辞海). 상하이 : Shanghai ci shu chu ban she (上海辞书出版社), 1979.